# Würselen
Würselen est une ville d'Allemagne, située dans la Région urbaine d'Aix-la-Chapelle, en Rhénanie-du-Nord-Westphalie.

## Jumelages
- Hildburghausen (Allemagne)
- Morlaix (France)
- Réo (Burkina Faso)
- Campagnatico (Italie)

## Football
- Rhenania Würselen

## Personnalités liées à la ville
- Josef « Jupp » Derwall (1927-2007), footballeur allemand, sélectionneur de l'équipe d'Allemagne de football
- Jupp Kapellmann (1949-), footballeur allemand, champion du monde FIFA en 1974 avec l’équipe d'Allemagne
- Martin Schulz (SDP) (1955-), maire de Würselen, président du Parlement Européen
- Christoph Leisten (1960-), écrivain
- Nadine Capellmann (1965-), cavalière de dressage allemande
- Torsten Frings (1976-), footballeur allemand
- Yannick Gerhardt (1994-), footballeur allemand

## Galerie

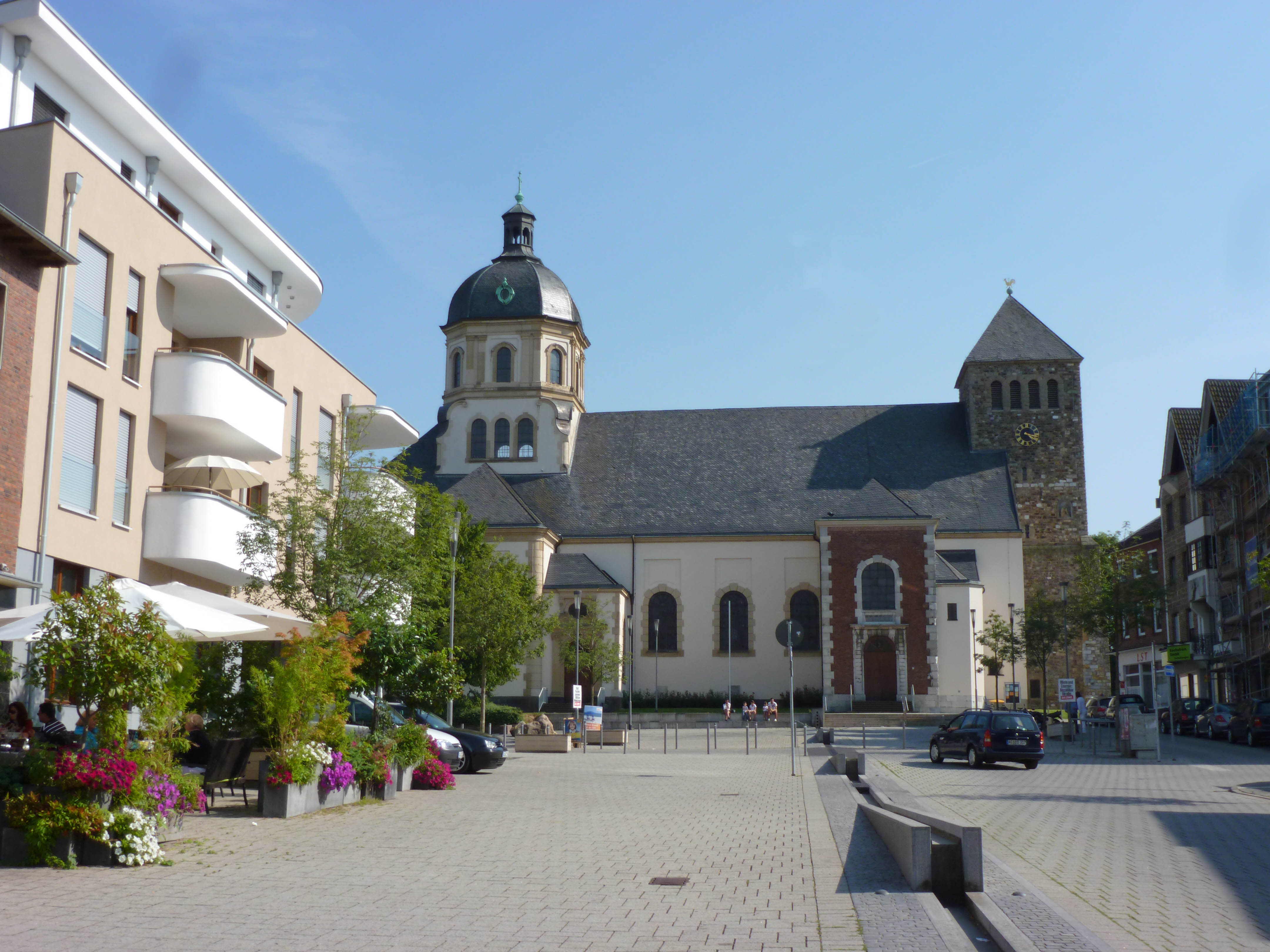
Würselen, église de St. Sébastien.
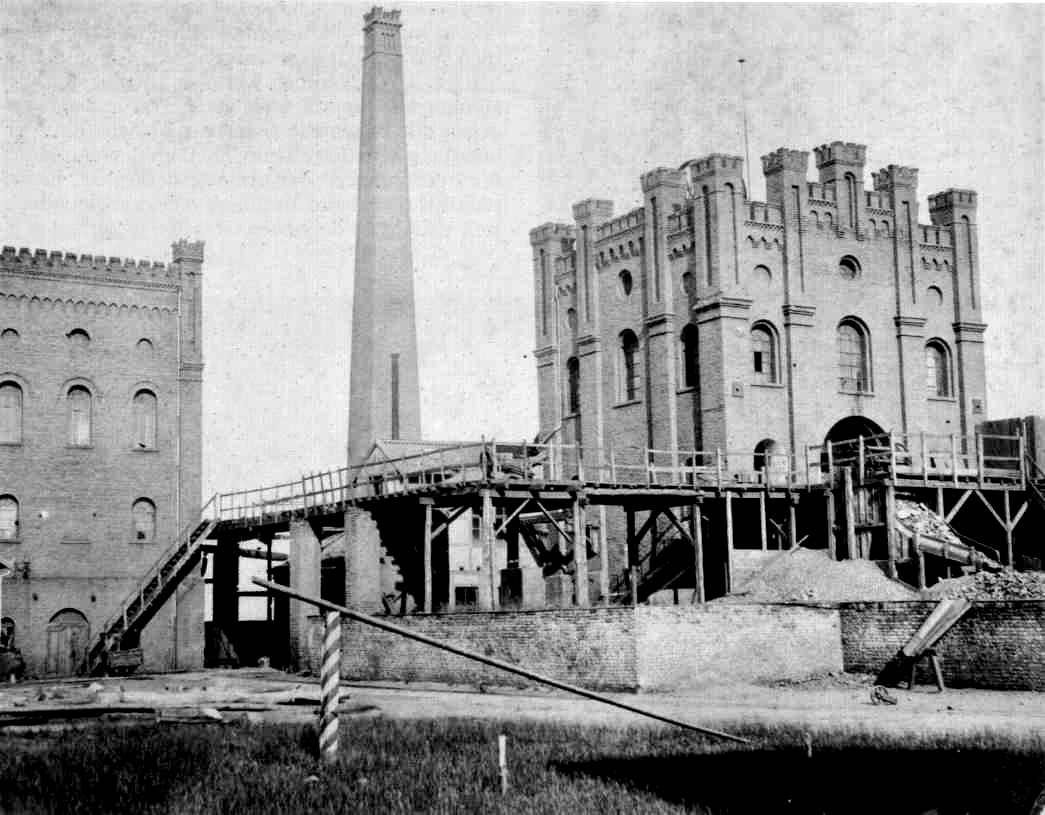
Ancien site minier Teut avec tour Malakoff en 1880.
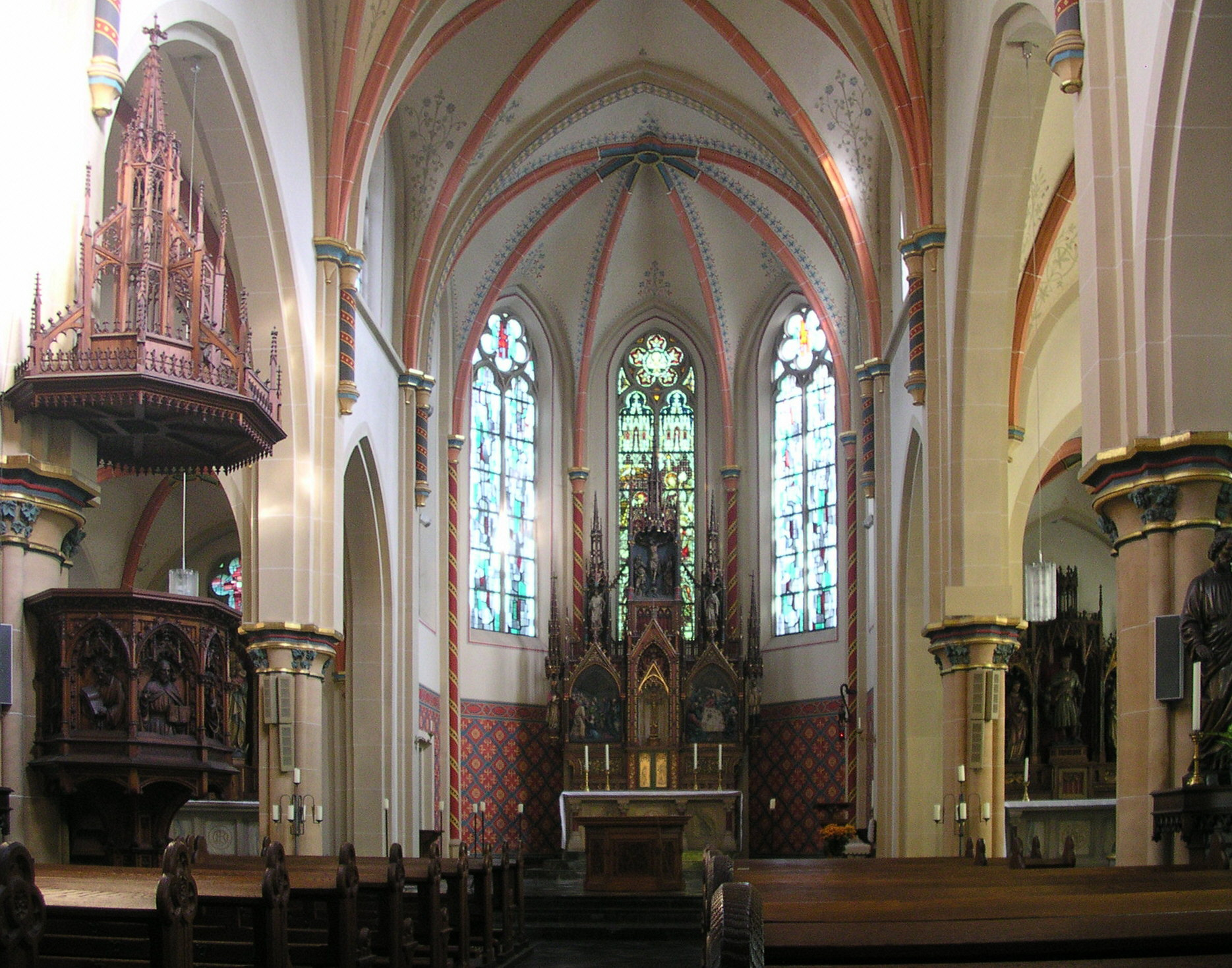
Intérieur de l'église St. Nicolas.
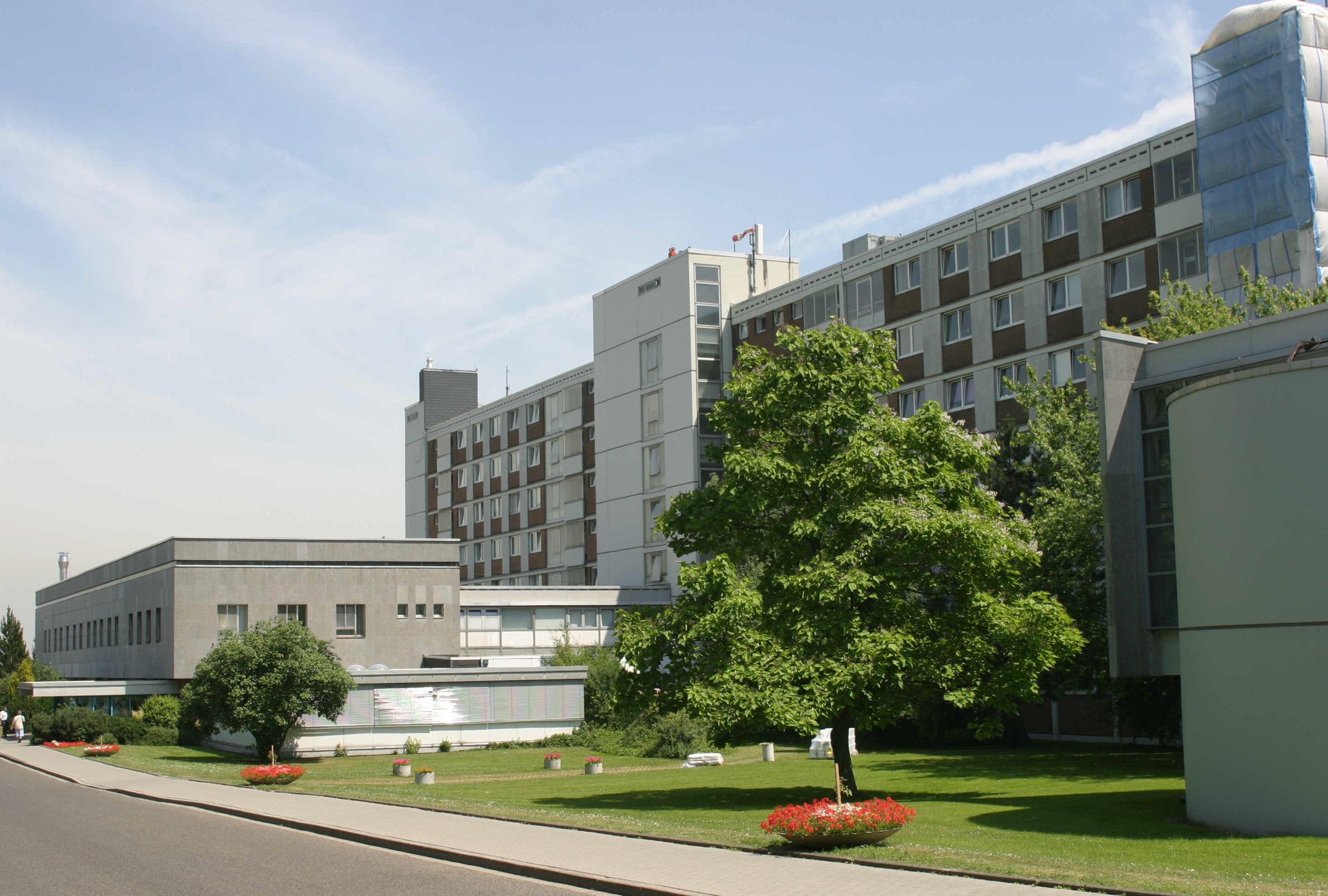
Centre hospitalier Marienhoehe.